# Obande Festus Ogbuinya
Obande Festus Ogbuinya (* 16. Juni 1965 in Umuogudu Akpu Ngbo im Bezirk Ohaukwu im Bundesstaat Ebonyi) ist ein nigerianischer Anwalt und Richter und war Richter am Obersten Gerichtshof von Gambia und Obersten Gerichtshof von Nigeria.

## Leben
Ogbuinya begann seine Schullaufbahn an der staatlichen Grundschule in Oriaja, Ngbo, und besuchte die weiterführende Schule an der Uga Boys’ Secondary School, UGA, Bundesstaat Anambra. Sein Bildungsweg führte ihn an die University of Nigeria in Nsukka, wo er 1989 seinen Bachelor of Laws (LL.B.) erlangte. 1989 wurde er als Anwalt in Nigeria zugelassen und 2002 zum Richter ernannt. 2010 wurde er zum Richter am Berufungsgericht befördert.
Am 21. Mai 2002 wurde er zum Richter am Obersten Gerichtshof des Bundesstaates Ebonyi ernannt und am 30. November 2010 zum Richter am Berufungsgericht befördert. Er war Mitglied der Gouverneurs-, Nationalversammlungs- und Landtagswahlgerichte in den Bundesstaaten Edo, Ekiti und Lagos.
In einem abweichenden Urteil focht 2016 Richter Ogbuinya die Entscheidung des Gouverneurswahlgerichts des Bundesstaates Kogi zur Wahlteilnahme von Gouverneur Yahaya Bello an und erklärte die Erklärung der INEC aufgrund eines Verstoßes gegen das Wahlgesetz für nichtig. Er war auch an der Aufhebung eines Urteils des Bundesgerichtshofs gegen die Federal Airports Authority of Nigeria (FAAN) im Verfahren Federal Airports Authority of Nigeria (FAAN) gegen Best Quality Products and Marketing Ltd. beteiligt.
Ogbuinya wurde am 30. Dezember 2016 als Richter am Obersten Gerichtshof von Gambia vereidigt, um den Antrag von Präsidenten Yahya Jammeh auf Aufhebung des Ergebnisses der Präsidentschaftswahl von 2016 anzuhören. Er wurde zusammen mit den nigerianischen Richtern Habeeb A. O. Abiru,  Abubakar Tijani, Emmanuel Agim  und Abubakar Datti Yahaya sowie den aus Sierra Leone stammenden Richter Nicholas Colin Brown vereidigt.
Bis Februar 2024 war Ogbuinya am Berufungsgericht tätig und wurde als Sachrichter am Obersten Gerichtshof von Nigeria in Abuja vereidigt.

## Auszeichnungen und Ehrungen
- 2014: Order of the Niger im Rang eines „Commander“ (CON)[2]